# Carmen (opéra)
Pour les articles homonymes, voir Carmen.
Ne doit pas être confondu avec The Car Man.
Personnages
- Carmen, bohémienne et cigarière (mezzo-soprano)
- Don José, brigadier (ténor)
- Micaëla, jeune Navarraise (soprano)
- Escamillo, torero (baryton ou baryton-basse)
- Frasquita, bohémienne (soprano)
- Mercédès, bohémienne (soprano ou mezzo-soprano)
- Le Dancaïre, contrebandier (baryton ou trial)
- Le Remendado, contrebandier (ténor)
- Zuniga, lieutenant (basse)
- Moralès, brigadier (baryton)
- Lillas Pastia, aubergiste (rôle parlé)
- Un guide (rôle parlé)

Airs
- Habanera « L'amour est un oiseau rebelle » (Carmen, chœur) - acte I
- Duo « Parle-moi de ma mère » (Micaëla, José) - acte I
- Séguédille et Duo « Près des remparts de Séville » (Carmen, José) - acte I
- Chanson bohème « Les tringles des sistres tintaient » (Frasquita, Mercédès, Carmen) - acte II
- Air du Toréador « Toréador, en garde » (Escamillo) dans les couplets :  « Votre toast, je peux vous le rendre » (Frasquita, Mercédès, Carmen, Escamillo, Moralès, Zuniga, Lillas Pastia, chœur d'hommes) - acte II
- Air  « La fleur que tu m'avais jetée  (José) dans le duo : « Je vais danser en votre honneur... ...Non ! Tu ne m'aimes pas ! » (Carmen, José) - acte II
- Trio  des cartes  « Mêlons ! – Coupons ! »  (Frasquita, Mercédès, Carmen : prédiction de « la MORT ! ») - acte III
- Air  « C'est des contrebandiers le refuge ordinaire... Je dis que rien ne m'épouvante »  (Micaëla) - acte III
- La quadrille des toreros : marche et chœur  « Les voici, voici la quadrille... Si tu m'aimes, Carmen » (chœur puis Frasquita, Mercédès, Carmen, Escamillo) - acte IV
- Duo et chœur final « C'est toi ! – C'est moi ! » (Carmen, José, chœur) - acte IV

Carmen est un opéra-comique (des scènes chantées alternent avec des passages parlés) en quatre actes de Georges Bizet, sur un livret d'Henri Meilhac et Ludovic Halévy. L’œuvre est une adaptation de la nouvelle Carmen de Prosper Mérimée. Carmen est une œuvre qui se rapproche de l'exotisme alors à la mode, qui se déroule dans une Espagne imaginaire. À la différence de Mérimée, Bizet choisit de faire de Carmen le personnage principal de cette histoire, à contre-pied du contrat social habituellement admis. 
« Carmen » constitue le moment inaugural qui a inspiré ensuite les opéras véristes issus du mouvement naturaliste.
Créé le 3 mars 1875 à l'Opéra-Comique sous la direction d'Adolphe Deloffre, l'opéra ne rencontra pas le succès escompté, ce qui affecta beaucoup son compositeur. Le succès viendra à partir du 2 janvier 1878, grâce à l'interprétation à Bruxelles de Minnie Hauk. Sa manière de chanter très intense entraîne un succès immédiat et est à l'origine de la renommée durable de l'opéra qui n'avait pas marqué les esprits lors de sa création. Aujourd'hui, Carmen est l'un des opéras les plus joués au monde.

## Personnages
- Carmen : bohémienne andalouse et cigarière (mezzo-soprano)
- Don José : brigadier (ténor)
- Micaëla : jeune Navarraise[8] (soprano)
- Escamillo : toréador[9] (baryton)
- Frasquita : bohémienne (soprano)
- Mercédès : bohémienne (soprano ou mezzo-soprano)
- Le Dancaïre : contrebandier (baryton ou trial)
- Le Remendado : contrebandier (ténor)
- Zuniga : lieutenant (basse)
- Moralès : brigadier (baryton)
- Lillas Pastia : aubergiste (rôle parlé)
- Un guide (rôle parlé)

## Distribution lors de la création
D'après Wikisource.
| Rôle | Voix          | Distribution lors de la création, 3 mars 1875 Chef : Adolphe Deloffre |
| --- | ------------- | --------------------------------------------------------------------- |
| Carmen, une bohémienne | mezzo-soprano | Célestine Galli-Marié                                                 |
| Don José, caporal des dragons | ténor         | Paul Lhérie                                                           |
| Escamillo, toréador | baryton-basse | Jacques Bouhy                                                         |
| Micaëla, jeune Navarraise | soprano       | Marguerite Chapuy                                                     |
| Zuniga, lieutenant des dragons | basse         | Eugène Dufriche                                                       |
| Moralès, brigadier | baryton       | Edmond Duvernoy                                                       |
| Frasquita, bohémienne, compagne de Carmen | soprano       | Alice Ducasse                                                         |
| Mercédès, bohémienne, compagne de Carmen | mezzo-soprano | Esther Chevalier                                                      |
| Lillas Pastia, aubergiste | rôle parlé    | M. Nathan                                                             |
| Le Dancaïre, contrebandier | baryton       | Pierre-Armand Potel                                                   |
| Le Remendado, contrebandier | ténor         | Barnolt                                                               |
| Un guide | rôle parlé    | M. Teste                                                              |
| Chœurs : Soldats, jeunes gens, filles de la fabrique de cigarettes, supporters d'Escamillo, bohémiens, marchands, policiers, matadors, peuple, enfants. |               |                                                                       |

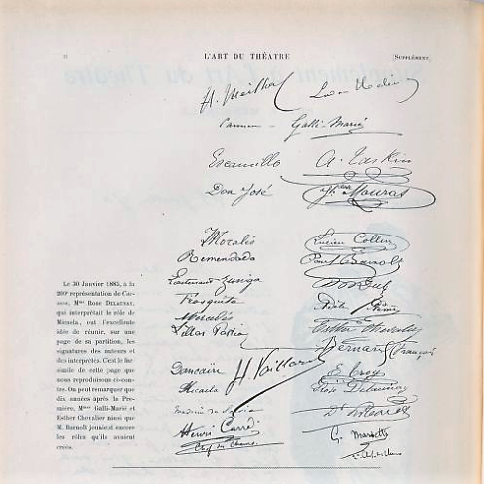
Signature d'une partition par les auteurs et des interprètes de Carmen réunis le 30 janvier 1885 à l'occasion de la ; Rose Delaunay interprétait le rôle de Micaëla. Reproduction par la revue L'Art du théâtre en 1905, dix années après la première. Célestine Galli-Marié, Esther Chevalier et Barnolt jouaient encore les rôles qu'ils ont créés.

Les décors sont d'Auguste Alfred Rubé et Philippe Chaperon, ce dernier inspiré par un voyage en Espagne. La plupart des costumes ont été dessinés par Édouard Detaille et Georges Clairin.

## Orchestre
L'orchestre est composé de : premiers et seconds violons, altos, violoncelles, contrebasses, 1 piccolo, 2 flûtes, 1 cor anglais, 2 hautbois, 2 clarinettes, 2 bassons, 4 cors, 2 trompettes, 3 trombones, 1 harpe, des timbales, 1 grosse caisse, cymbales frappées, 1 triangle, 1 tambourin, castagnettes

## Argument
L'action se passe à Séville et dans les environs, au début du XIXe siècle.

### Acte I - La place
Le prélude est l'un des plus célèbres de l'histoire de la musique : c'est un Allegro giocoso débordant au rythme joyeux et bondissant correspondant au motif de la corrida, entrecoupé d'abord par un petit thème du quatrième acte (où l'alguazil se fait copieusement huer) puis par le motif de la chanson d'Escamillo. Il est suivi immédiatement par un sombre Andante moderato dont le caractère inquiétant et frissonnant marque le thème du destin funeste qui sera joué aux moments clefs de l'opéra (Carmen jette la fleur à José, Micaëla convainc José de partir) et résonnera à toute volée à la fin du duo final.
Une place à Séville, entre la caserne des dragons d'Alcala et une manufacture de tabac (il en existe une à Séville) des soldats montent la garde. Leur brigadier, Moralès, voit arriver une jeune fille aux nattes blondes : c'est Micaëla qui cherche son ami d'enfance, le brigadier Don José, originaire du même village qu'elle, et dont la mère l'a en partie élevée. Les sollicitations des dragons se faisant trop pressantes, elle s'éclipse. Les clairons de la garde montante sont suivis d'un petit groupe de gamins qui jouent aux soldats :
« avec la garde montante, nous arrivons, nous voilà... sonne, trompette éclatante, ta ra ta, ta ra ta ta ; nous marchons la tête haute, comme de petits soldats ». Moralès annonce à Don José qu'une « jolie fille est venue le demander » et qu'elle reviendra. Don José lui répond que c'est sûrement Micaëla. Le capitaine Zuniga, nouveau dans la province, demande à Don José s'il sait ce qu'est ce bâtiment de l'autre côté de la place. C'est, répond le brigadier, une manufacture de tabac où travaillent seulement des femmes. Sont-elles jolies ? demande le capitaine. Don José répond qu'il l'ignore, car, étant navarrais, il estime que « ces Andalouses lui font peur », qu'il « préfère éviter le regard brûlant des Andalouses et de notre jouissante Carmen ». Il raconte comment il est devenu soldat.

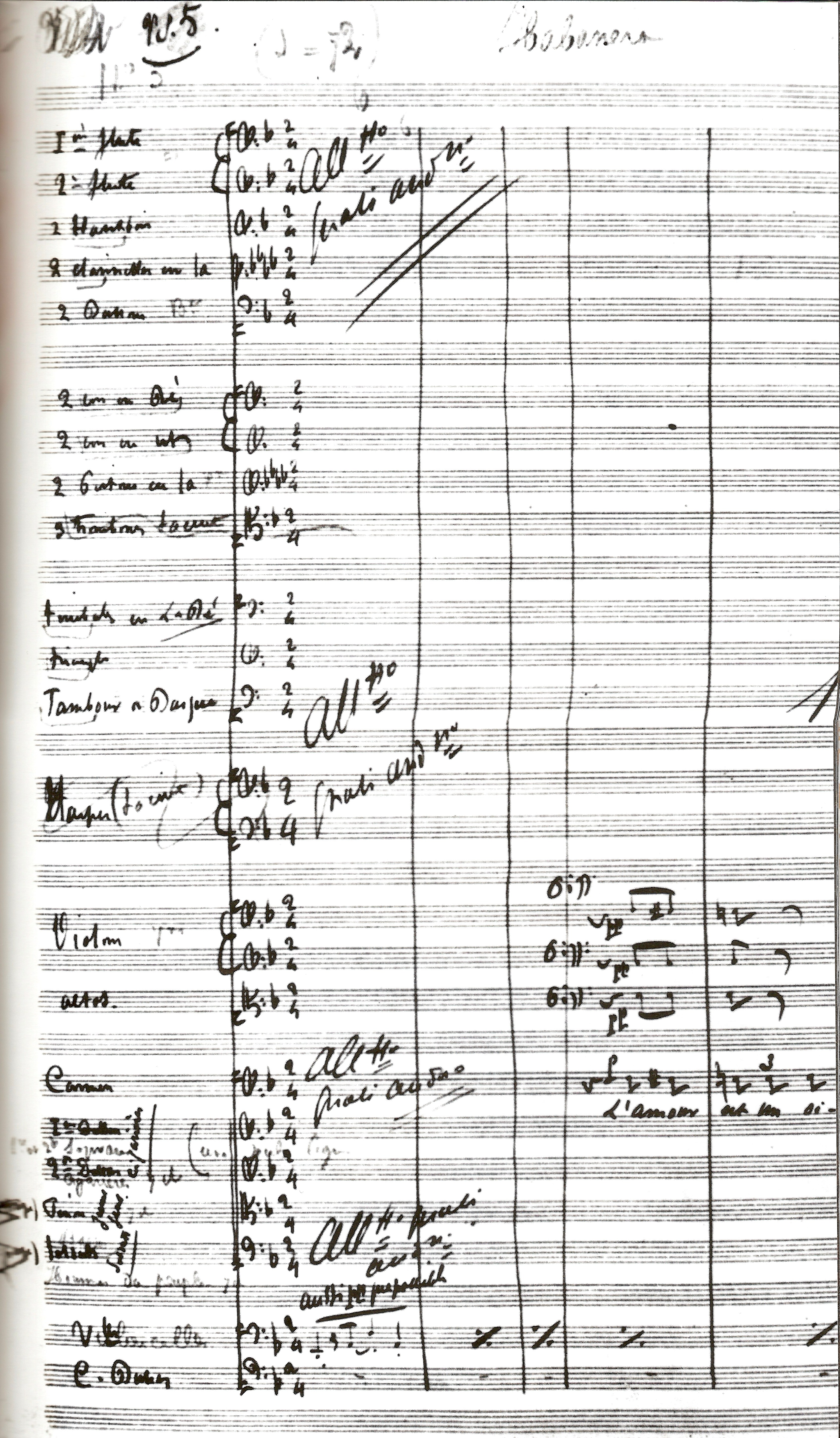
Manuscrit de la Habanera

La cloche sonne. C'est l'heure de la pause pour les cigarières de la manufacture qui font l'éloge de la fumée du tabac :
« Dans l'air, nous suivons des yeux

la fumée

qui vers les cieux

monte, monte parfumée [...] »
Une ouvrière, la plus attendue de toutes, ne tarde pas à apparaître ; c'est Carmen. Les jeunes gens assemblés lui demandent quand elle les aimera. En guise de réponse Carmen expose sa philosophie de l'amour, quelque peu pessimiste, dans la habanera « L'amour est un oiseau rebelle », pour laquelle Bizet s'est fortement inspiré de la habanera El Arreglito (« Le petit arrangement ») du compositeur basque espagnol Sebastián Iradier :
« L'amour est un oiseau rebelle

que nul ne peut apprivoiser

et c'est bien en vain qu'on l'appelle

s'il lui convient de refuser

[...]

L'amour est enfant de bohème

Il n'a jamais jamais connu de loi

Si tu ne m'aimes pas je t'aime

si je t'aime prends garde à toi. »
Alors qu'elle chantait sa chanson, Carmen a repéré Don José ; elle l'aborde et engage avec lui une conversation sur un ton un peu moqueur, puis arrache de son corsage une fleur qu'elle lance au jeune homme. Cette fleur signifie qu'elle le choisit. « Quelle effronterie », dit le destinataire, qui après quelque hésitation ramasse la fleur qui est tombée à terre, il la respire mais dit : « certainement, s'il y a des sorcières, cette fille-là en est une ».
Arrive Micaëla qui annonce à Don José qu'elle vient de la part de sa mère ; elle lui remet une lettre qui conseille au jeune homme d'épouser la porteuse de la lettre, car « il n'y en a pas de plus sage et de plus gentille ». Don José relit la lettre : « il n'y en a pas de plus sage ni de plus gentille. »
Un vif tumulte se produit. Carmen, « railleuse à son ordinaire », s'est moquée d'une ouvrière, qu'il en est résulté une bagarre et que Carmen a marqué une croix de saint André au couteau sur le visage de son adversaire.
Zuniga interroge Carmen, qui fredonne pour toute réponse. Zuniga fait arrêter la bohémienne et lui promet la prison. Ce sera Don José qui sera chargé de l'y conduire. Carmen commence à embobiner son aimable gardien et chante la séguédille :
« Près des remparts de Séville

chez mon ami Lillas Pastia

j'irai danser la séguédille

et boire du Manzanilla

[...]

j'emmènerai mon amoureux

mon amoureux ? Il est au diable

je l'ai mis à la porte hier

mon pauvre cœur est très consolable

mon cœur est libre comme l'air

j'ai des galants à la douzaine

(...)

qui veut m'aimer, je l'aimerai. »
Et elle dit qu'elle pense à « certain officier qui n'est que brigadier ».
Il n'en faut pas plus pour que le trop sensible geôlier délie la corde et laisse s'échapper sa prisonnière.

### Acte II - La taverne
Deux mois plus tard, des soldats et quelques officiers se trouvent dans la taverne de Lillas Pastia, repaire notoire de contrebandiers. Carmen chante la « chanson bohème », accompagnée des deux autres bohémiennes, ses amies Mercedes et Frasquita. Lillas Pastia déclare que l'heure de la fermeture a sonné ; le capitaine Zuniga lui répond qu'il n'est pas dupe de ce qui se passe dans l'établissement après la fermeture.
Zuniga invite les bohémiennes au théâtre : elles refusent. Il invite Carmen qui refuse également ; il lui demande si c'est parce qu'elle lui en veut de
l’avoir envoyée en prison. Carmen feint de ne pas s'en souvenir et Zuniga lui annonce que le jeune brigadier chargé de la conduire s'est fait dégrader et emprisonner pour l'avoir laissé échapper. Le soldat vient de terminer de purger sa peine.
Des exclamations viennent de l'extérieur de la taverne : « Vivat le torero, vivat Escamillo. »
Le chœur loue l'intrépidité d'Escamillo, qui s'est couvert de gloire aux dernières courses de Grenade. À l'invitation de Moralès, il entre dans l'auberge, et aussitôt s'adresse aux officiers.

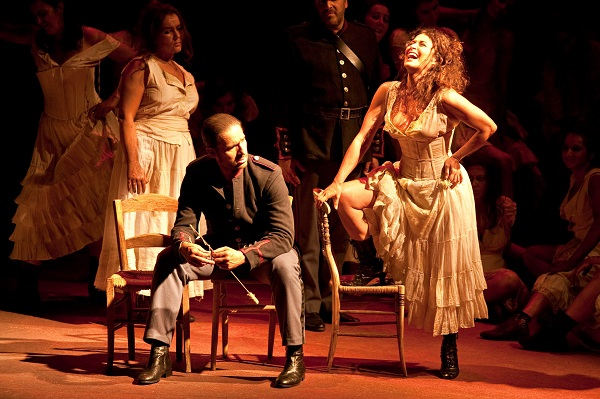
Anna Caterina Antonacci et Andrew Richards, Opéra Comique, 2009

Escamillo aperçoit Carmen et lui fait des avances qu'elle rejette avec une certaine coquetterie.
Les contrebandiers Le Dancaïre et Le Remendado essayent d'embringuer Carmen et ses deux amies dans une opération de déchargement de marchandise sur la côte. Carmen refuse de les accompagner. La raison ? « Je suis amoureuse. » Le Dancaïre : « Voyons, Carmen, sois sérieuse. »
De qui Carmen est-elle amoureuse ? Certainement, dit Frasquita, de ce prisonnier à qui Carmen a fait remettre une lime et une pièce d'or pour qu'il puisse s'échapper ; il ne s'en est pas servi.
Don José, tout juste sorti de prison, fait son entrée au moment où tous les autres, sauf Carmen, partent. Elle lui demande pourquoi il ne s'est pas servi de cette lime. Le brigadier répond que son honneur de soldat lui interdit de déserter et proclame son amour à celle qu'il retrouve.
Carmen s'amuse à rendre jaloux son amoureux en disant qu'elle a dansé pour les soldats, puis elle le calme en disant qu'elle dansera pour lui seul cette fois, ce qu'elle fait au cours d'une danse très suggestive et ensorcelante. Alors, le clairon sonne et Don José veut rejoindre son unité, ce que n'accepte pas Carmen qui le chasse avec colère et mépris :
      « Il court, il perd la tête

      et voilà son amour. »

      Don José proteste de toute sa force :

      « la fleur que tu m'avais jetée

      dans la prison était restée

      flétrie et sèche

      cette fleur gardait toujours sa douce odeur. »
Carmen demande à Don José, pour lui prouver son amour, de la suivre dans la montagne « là-bas si tu m'aimais » avec les contrebandiers. Pour Don José, ce serait la honte et l'infamie que de déserter. « Non, je ne t'aime plus » lui dit Carmen. « Adieu, adieu pour toujours » dit Don José.
Survient le capitaine Zuniga, qui entre en faisant sauter la porte et qui prétend user de l'autorité que lui confère son grade pour chasser le brigadier et courtiser Carmen. Don José saute sur son sabre, les contrebandiers désarment le capitaine et le retiennent quelque temps. Zuniga admet son impuissance et tient des propos menaçants à l'égard de Don José.
« Es-tu des nôtres maintenant ? », demande Carmen à Don José, qui piteusement répond : « Il le faut bien ». Carmen, les bohémiennes et les contrebandiers promettent à Don José : « Pour pays l'univers et pour loi ta volonté ! Et surtout, la chose enivrante : la liberté ! »

### Acte III - La montagne
Un site pittoresque et sauvage dans la montagne ; c'est le repaire des contrebandiers.
Les contrebandiers évoquent la grandeur de leur métier, font une halte et discutent des détails de l'opération. Carmen et Don José se querellent, Carmen dit que son amour n'est plus ce qu'il était, Don José pense à sa vieille mère ; Carmen lui conseille d'aller la retrouver, car « décidément, tu n'es pas fait pour vivre avec nous, chiens et loups ne font pas longtemps bon ménage ».
Frasquita et Mercédès tirent les cartes et y lisent un avenir très prometteur, amour, châteaux, bijoux ; la bohémienne n'y voit que la mort, toujours la mort, pour elle et pour son amant. Carmen dit qu'elle est sûre d'obtenir la bienveillance d'un douanier, ce qui suscite chez Don José une vive réaction de jalousie. Les trois bohémiennes n'ont pas le moindre doute sur les chances qu'elles ont de faire passer la marchandise :
« S'il faut aller jusqu'au sourire

que voulez-vous, on sourira,

et d'avance, je puis vous le dire,

la contrebande passera. »
Accompagnée d'un guide, Micaëla pénètre dans le camp. Elle dit qu'elle n'a pas peur, et s'avoue en fait, « j'ai beau faire la vaillante, au fond du cœur je meurs d'effroi. »
Don José, qui surveille le camp, tire sur un inconnu et le manque. Cet inconnu n'est autre qu'Escamillo qui explique à l'apprenti contrebandier les raisons de sa venue. C'est pour obtenir les faveurs d'une belle bohémienne du nom de Carmen, car, il le suppose, elle n'aime plus le soldat qui avait déserté pour elle. « Les amours de Carmen ne durent pas six mois. » 
Les deux hommes ne tardent pas à s'affronter. Escamillo, un professionnel est sûr de l'emporter ; il l'emporte effectivement. Comme il a pour habitude de tuer les taureaux et non les hommes, il épargne son rival. Alors qu'il glisse et tombe, Don José veut le frapper ; à ce moment, entre Carmen qui l'en empêche. Escamillo invite Carmen aux courses de Séville et, quand il est parti, Don José lance à Carmen : « Prends garde à toi, Carmen, je suis las de souffrir ! »
Les contrebandiers découvrent Micaëla qui est venue chercher Don José. Sa mère, dit-elle, est au désespoir. Carmen encourage Don José à partir. En vain : l'idée de laisser la place à un nouvel amant est insupportable à celui-ci. Micaëla annonce : « Ta mère se meurt, et ne voudrait pas mourir sans t'avoir pardonné. », ce qui convainc Don José de suivre Micaëla.
Au moment de partir, Don José s'adresse à Carmen : « Sois contente, je pars, mais nous nous reverrons. » Au loin Escamillo entonne son chant de combat. Il est sûr maintenant de sa victoire amoureuse.

### Acte IV - La corrida

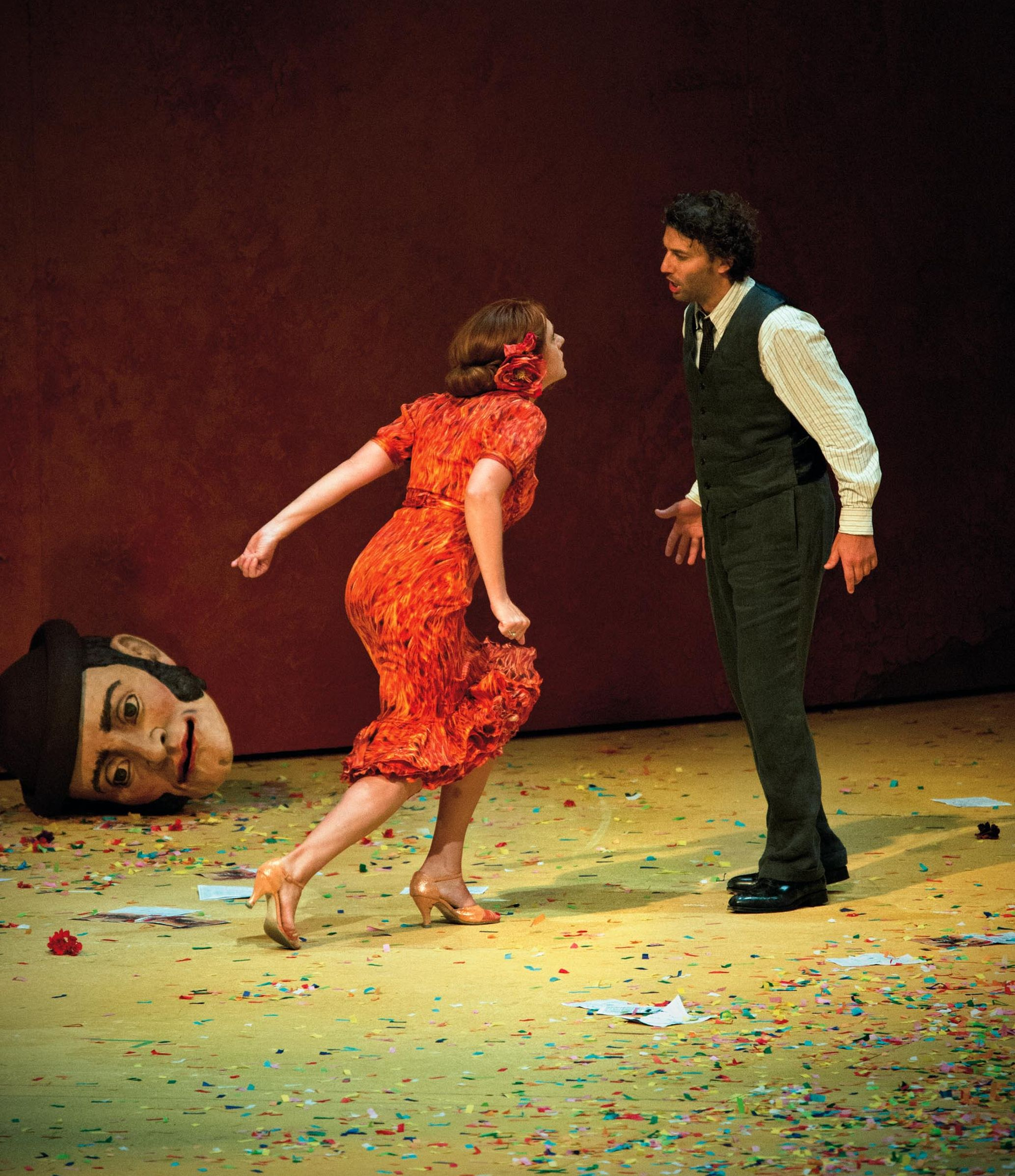
Magdalena Kožená et Jonas Kaufmann, Festival de Salzbourg 2012

Une place à Séville, devant les murs et l'entrée des arènes. Les marchands s'affairent et proposent eau, éventails, lorgnettes, oranges, vin, cigarettes, etc. Le capitaine Zuniga s'étonne de ne pas voir la Carmencita. Frasquita lui dit qu'elle ne doit pas être bien loin, car elle ne quitte plus Escamillo. Frasquita s'enquiert de Don José ; il a été vu dans son village, puis a disparu depuis. Frasquita dit qu'à la place de Carmen, elle s'inquiéterait.
Avant le combat, Carmen dit à Escamillo que, s'il gagne, elle sera à lui.
Entrées successives de la quadrille des toreros, de l'alguazil, des chulos et des banderilleros et des picadors. Arrive enfin Escamillo, accompagné de Carmen, radieuse dans un costume éclatant. Il entre dans l'arène après avoir chanté avec elle un bref et magnifique duetto d'amour.
Frasquita et Mercédès, qui ont aperçu Don José dans la foule, mettent en garde Carmen, qui leur répond : « Je ne suis pas femme à trembler devant lui. » Toute la foule pénètre dans l'amphithéâtre, à l'exception de Carmen. Don José apparaît ; il la supplie de lui pardonner et de le suivre pour « commencer une autre vie, loin d'ici, sous d'autres cieux ». Devant son refus obstiné, il en vient à la menacer. La jeune femme lui répond : « Jamais Carmen ne cédera : libre elle est née, et libre elle mourra. » 
Dans l'arène retentissent les cris de joie du public qui salue le triomphe d'Escamillo. Pressée de rejoindre celui-ci, Carmen défie Don José et jette la bague que celui-ci lui avait offerte à l'époque où elle l'aimait. Don José la frappe à mort avec un poignard, alors qu'Escamillo apparaît sur les marches du cirque, entouré de la foule qui l'acclame. Don José avoue son crime et se rend.

## La partition
Après la mort de Bizet, son ami le compositeur Ernest Guiraud a remplacé les passages parlés originaux, caractéristiques de l'opéra-comique, par des récitatifs. Cette révision a peut-être contribué au succès de l'œuvre en facilitant sa diffusion, notamment à l'étranger et dans les théâtres peu habitués à pratiquer l'alternance entre dialogues et musique dans une œuvre lyrique. Cette adaptation est souvent contestée par les musicologues et de nos jours, les deux versions sont jouées.
Quoi qu'il en soit, cet opéra a rapidement bénéficié d'une très grande popularité qui ne s'est jamais démentie. Il est généralement considéré comme l'opéra français le plus joué dans le monde[réf. nécessaire].
Ceci peut s'expliquer, en partie, par les nombreuses oppositions qui jalonnent le livret, les scènes tragiques contrastant avec des passages plus légers, voire comiques (rôles de Frasquita, de Mercédès, du Dancaïre, du Remendado), par l'équilibre entre scènes de foule et scènes plus intimes dans lesquelles les solistes passent au premier plan. Certes, la musique de Bizet, expressive et colorée, son orchestration souvent raffinée, ses mélodies faciles à mémoriser, ne sont certainement pas étrangères à ce succès.
Parmi les pages les plus célèbres de Carmen, on peut citer :
- le prélude
- à l’acte I : le chœur des gamins « Avec la garde montante » ; le chœur des cigarières « Dans l'air, nous suivons des yeux » ; la habanera « L'amour est un oiseau rebelle » ; le duo « Parle-moi de ma mère » ; la séguedille « Près des remparts de Séville » ;
- à l’acte II : la chanson bohème « Les tringles des sistres tintaient » ; les couplets du toréador ; le quintette « Nous avons en tête une affaire » ; l'air « La fleur que tu m'avais jetée » ;
- Le prélude de l'acte III, un élégiaque duo pour flûte et harpe, un des sommets de la poésie du compositeur, et évoquant le paysage des hautes montagnes.
- à l’acte III : le sextuor avec chœur « Écoute, compagnon, écoute » ; le trio des cartes ; l'air de Micaëla « Je dis que rien ne m'épouvante » ;
- l'intermezzo entre les actes III et IV ;
- à l’acte IV : la quadrille des toreros ; le bref duo Escamillo-Carmen « Si tu m'aimes Carmen », le duo avec chœur final « C'est toi ? — C'est moi ».

Ernest Guiraud a composé deux suites pour orchestre (Carmen Suites (en)) à partir des thèmes principaux, publiée en 1882 et 1887.
Le chœur à bouche fermée[Lequel ?] est souvent supprimé de l'orchestration dans les créations modernes.

### Numéros musicaux (version avec récitatifs)
- 1. Prélude (orchestre)

Acte 1 :
- 2. Scène et chœur « Sur la place chacun passe » (Moralès, chœur d'hommes puis Micaëla)
- 3. Chœur des gamins « Avec la garde montante » (José, Moralès, chœur d'enfants)
- 3bis. Récit (José, Zuniga)
- 4. Chœur des cigarières « La cloche a sonné » (chœur puis Carmen)
- 5. Habanera « L'amour est un oiseau rebelle » (Carmen, chœur)
- 6. Scène « Carmen ! Sur tes pas, nous nous pressons ! » (chœur)
- 6bis. Récit (José puis Micaëla)
- 7. Duo « Parle-moi de ma mère » (Micaëla, José)
- 7bis. Récit (Micaëla, José)
- 8. Chœur « Que se passe-t-il donc là-bas ?... Au secours ! Au secours ! » (Zuniga, chœur)
- 9. Chanson et mélodrame « Tra-la-la... Coupe-moi, brûle-moi » (Carmen, José, Zuniga, chœur de femmes)
- 10. Séguédille et duo « Près des remparts de Séville » (Carmen, José)
- 11. Final « Voici l'ordre, partez » (Carmen, Zuniga)

- Entr'acte (orchestre)

Acte 2 :
- 12. Chanson bohême « Les tringles des sistres tintaient » (Frasquita, Mercédès, Carmen)
- 12bis. Récit (Frasquita, Mercédès, Carmen, Zuniga)
- 13. Chœur « Vivat ! Vivat le toréro ! » (Frasquita, Mercédès, Carmen, Moralès, Zuniga, Lillas Pastia, chœur d'hommes)
- 14. Couplets « Votre toast, je peux vous le rendre » (Frasquita, Mercédès, Carmen, Escamillo, Moralès, Zuniga, Lillas Pastia, chœur d'hommes)
- 14bis. Récit (Carmen, Escamillo, Zuniga)
- 14ter. Sortie d'Escamillo
- 14quat. Récit (Frasquita, Mercédès, Carmen, le Dancaïre)
- 15. Quintette « Nous avons en tête une affaire ! » (Frasquita, Mercédès, Carmen, le Remendado, le Dancaïre)
- 15bis. Récit (Carmen, le Remendado, le Dancaïre)
- 16. Chanson « Halte-là ! Qui va là ? » (Frasquita, Mercédès, Carmen, José, le Remendado, le Dancaïre)
- 16bis. Récit (Carmen, José)
- 17. Duo « Je vais danser en votre honneur... La fleur que tu m'avais jetée... Non ! Tu ne m'aimes pas ! » (Carmen, José)
- 18. Final « Holà ! Carmen ! Holà ! » (Frasquita, Mercédès, Carmen, José, le Remendado, le Dancaïre, Zuniga, chœur)

- Entr'acte (orchestre)

Acte 3 :
- 19. Sextuor et chœur « Écoute, compagnon » (Frasquita, Mercédès, Carmen, José, le Remendado, le Dancaïre, chœur)
- 19bis. Récit (Carmen, José, le Dancaïre)
- 20. Trio des cartes « Mêlons ! – Coupons ! » (Frasquita, Mercédès, Carmen)
- 20bis. Récit (Frasquita, Carmen, le Dancaïre)
- 21. Morceau d'ensemble « Quant au douanier, c'est notre affaire » (Frasquita, Mercédès, Carmen, le Remendado, le Dancaïre, chœur)
- 22. Air « C'est des contrebandiers le refuge ordinaire... Je dis que rien ne m'épouvante » (Micaëla)
- 22bis. Récit (Micaëla puis José, Escamillo)
- 23. Duo « Je suis Escamillo, toréro de Grenade ! » (José, Escamillo)
- 24. Final « Holà, holà, José ! » (Frasquita, Mercédès, Carmen, José, le Remendado, le Dancaïre, Escamillo, chœur puis Micaëla)

- Entr'acte (orchestre)

Acte 4 :
- 25. Chœur « À deux cuartos ! » (chœur puis Zuniga)
- 26. Marche et chœur « Les voici, voici la quadrille... Si tu m'aimes, Carmen » (chœur puis Frasquita, Mercédès, Carmen, Escamillo)
- 27. Duo et chœur final « C'est toi ! – C'est moi ! » (Carmen, José, chœur)

## Quelques interprètes du rôle de Carmen

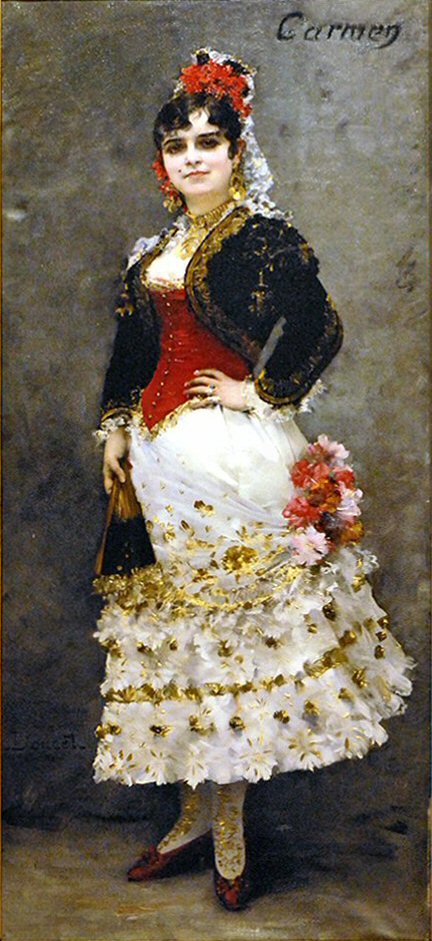
Célestine Galli-Marié qui créa le rôle en 1875.

Le rôle de Carmen est ambigu dans sa tessiture : en effet, il présente des exigences de mezzo-soprano autant que de soprano dramatique. De ce fait, de nombreuses sopranos comme des mezzos se sont attaquées à ce rôle.
Ainsi, Maria Callas, dont la tessiture réelle suscite encore des doutes, a chanté le rôle ; des sopranos dramatiques ou lirico spinto ont également chanté Carmen, comme Victoria de los Angeles, Leontyne Price ou Julia Migenes (qui a joué le rôle au cinéma, aux côtés de Plácido Domingo).
Quelques-unes des plus grandes Carmen étaient des mezzos-sopranos, comme Teresa Berganza, Elīna Garanča, Marilyn Horne, Nancy Fabiola Herrera, María José Montiel, Marie Gautrot, ou Béatrice Uria Monzon.
- Anna Caterina Antonacci
- Germaine Bailac
- Brigitte Balleys
- Marie Gautrot
- Agnes Baltsa
- Fedora Barbieri
- Teresa Berganza
- Freda Betti
- Olga Borodina
- Géori Boué
- Hélène Bouvier
- Grace Bumbry
- Maria Callas[15]
- Emma Calvé
- Géraldine Chauvet
- Viorica Cortez
- Fiorenza Cossotto
- Simone Couderc
- Régine Crespin
- Haricléa Darclée
- Karine Deshayes
- Emmy Destinn
- Marina Domashenko (en)[16]
- Florence Easton
- Rosalind Elias
- Maria Ewing
- Geraldine Farrar
- Olive Fremstad
- Célestine Galli-Marié
- Elīna Garanča[17]
- Mary Garden
- Maria Gay
- Angela Gheorghiu
- Rita Gorr
- Nora Gubisch
- Minnie Hauk
- Marilyn Horne
- Maria Jeritza
- Suzanne Juyol
- Magdalena Kozena
- Jennifer Larmore
- Lilli Lehmann
- Marie-Nicole Lemieux
- Victoria de los Ángeles
- Christa Ludwig
- Zélie de Lussan
- Jean Madeira
- Waltraud Meier
- Solange Michel
- Julia Migenes
- Anna Moffo
- Jessye Norman
- Elena Obraztsova
- Anne Sofie von Otter
- Stéphanie d'Oustrac
- Adelina Patti
- Rosa Ponselle
- Leontyne Price
- Anita Rachvelichvili[18]
- Nell Rankin
- Lina Bruna Rasa
- Regina Resnik
- Jane Rhodes
- Marie Rôze
- Ernestine Schumann-Heink
- Rinat Shaham
- Denise Scharley[19]
- Giulietta Simionato
- Risë Stevens
- Ebe Stignani
- Conchita Supervía
- Gladys Swarthout
- Marguerite Sylva
- Jennie Tourel
- Tatiana Troyanos
- Béatrice Uria Monzon
- Ninon Vallin
- Shirley Verrett
- Raymonde Visconti[20]
- Geneviève Vix
- Eva Zaïcik

## Influence

### Nietzsche etCarmen
À la fin de sa vie, Friedrich Nietzsche s'éloigne de Richard Wagner, dont il considère les idées politiques bien trop arrêtées, lui préférant l'opéra Carmen.

Nietzsche ouvre son ouvrage Le Cas Wagner par une lettre de mai 1888. Il y loue Carmen, qu'il a écouté « pour la vingtième fois », l'écoute de l’œuvre de Bizet le rendant « plus philosophe, meilleur philosophe ». Il livre un commentaire très personnel de Carmen, et se montre très sensible à la partition. Ses éloges se font nombreux. Il écrit : 

« Cette musique de Bizet me paraît parfaite. Elle approche avec légèreté, avec souplesse, avec politesse. […] Cette musique est cruelle, raffinée, fataliste : elle demeure quand même populaire. »

Son aveu « Bizet me rend fécond. Le Beau me rend toujours fécond » constitue peut-être l'un des plus vibrants compliments faits à l’œuvre de Bizet.

### En France
- Dans son roman L'amour à trois, Olivier Poivre d'Arvor décrit une grande fête organisée sur une île à la Saint-Jean le 24 juin, avec des acteurs récitant  des passages de Nietzsche, interprétant des sonates et des lieder, chantant des airs de Patti Smith, de Led Zeppelin et de Carmen de Bizet, le tout dans une ambiance de haschich[22].
- Dans En Camping-car, l'historien Ivan Jablonka écrit à propos de ses vacances dans les années 1980 et de l'atmosphère de liberté associée, que "la bande-son de nos années camping-car, c’est Carmen, tout particulièrement l’air du deuxième acte où la bohémienne tente d’entraîner le raisonnable don José"[23].

## Discographie et vidéographie

### Discographie
- 1958 : Victoria de Los Angeles (Carmen), Janine Micheau (Micaëla), Nicolai Gedda (Don José), Ernest Blanc (Escamillo), Orchestre National De La Rtf, Thomas Beecham (dir.) - EMI-La Voix de son maître.

- 1959 : Consuelo Rubio (Carmen), Léopold Simoneau (Don José), Pierrette Alarie (Micaëla), Maria Lopez (Fraquista), Heinz Rehfuss (Escamillo), Francine Arrauzau (Mercedes), Pablo Ferme (Zuniga), Jose Serrano (Dancario), Bernard Delacroix (Morales), Pierre Louvier (Rememdado), orchestre de Pierre-Michel Le Conte - Epic-Guilde Internationale du Disque[24]

- 1960 : Jane Rhodes (Carmen), Andréa Guiot (Micaëla), Albert Lance (Don José), Robert Massard (Escamillo), Orchestre et Chœurs de l'Opéra de Paris., Roberto Benzi (dir.) - Philips.

- 1964 : Maria Callas (Carmen), Andréa Guiot (Micaëla), Nicolai Gedda (Don José), Robert Massard (Escamillo), chœurs René Duclos, Orchestre du théâtre national de l'opéra de Paris, Georges Prêtre (dir.) - EMI-La Voix de son maître.

- 1972 : Marilyn Horne (Carmen), Adriana Maliponte (Micaëla), James McCracken (en) (Don José), Tom Krause (Escamillo), Manhattan Opera Chorus, Metropolitan Opera Orchestra, Leonard Bernstein (dir.) - Deutsche Grammophon.

- 1975 : Régine Crespin (Carmen), Jeannette Pilou (Micaëla), Gilbert Py (Don José), José van Dam (Escamillo), Orchestre philharmonique de Strasbourg, Alain Lombard (dir.) - Erato.

- 1976 : Tatiana Troyanos (Carmen), Kiri Te Kanawa (Micaëla), Plácido Domingo (Don José), José van Dam (Escamillo), Georg Solti (dir.) - Decca.

- 1978 : Teresa Berganza (Carmen), Ileana Cotrubaș (Micaëla), Plácido Domingo (Don José), Sherrill Milnes (Escamillo), Ambrosian Singers, London Symphony Orchestra, Claudio Abbado (dir.) - Deutsche Grammophon.

- 1989 : Jessye Norman (Carmen), Mirella Freni (Micaëla), Neil Shicoff (Don José), Simon Estes (en) (Escamillo), chœur et maîtrise de Radio France, Orchestre national de France - Seiji Ozawa (dir.) - Philips Classics.

- 2012 : Magdalena Kožená :  Carmen ; Jonas Kaufmann : Don José, Genia Kühmeier : Micaëla, Kostas Smoriginas : Escamillo, Berliner Philharmoniker sous la direction de Simon Rattle. CD EMI classics.

### Videographie
- Julia Migenes-Johnson, Carmen ; Placido Domingo, Don José, Ruggero Raimondi, Escamillo; Faith Esham, Micaëla - Film réalisé par Francesco Rosi, 1984 - DVD.

- Grace Bumbry, Carmen ; Jon Vickers, Don José ; Mirella Freni, Micaëla ; Escamillo, Justino Diaz - Wiener Philharmoniker sous la direction d'Herbert von Karajan - Film opéra en DVD - 2005

- Anna Caterina Antonacci, Carmen ; Jonas Kaufmann, Don José ; Ildebrando D’Arcangelo, Escamillo ; Norah Amsellem, Micaëla, orchestre et chœurs du Royal Opera House sous la direction  d' Antonio Pappano, mise en scène de Francesca Zambello - DVD Decca - 2009[25]
- Elina Garanca, Carmen ; Roberto Alagna, Don José ; Barbara Frittoli, Micaëla ; Teddy Tahu Rodhes, Escamillo ; Mise en scène de Richard Eyre, Direction musicale de Yannick Nézet-Séguin, DVD Metropolitan Opera chez Deutsche Grammophon- 2009 -
- Vesselina Kasarova, Carmen ; Jonas Kaufmann, Don José ;  Michele Pertusi, Escamillo; Isabel Rey, Micaëla - Mise en scène de Mathias Hartman -  Direction musicale de Franz Welser-Möst à l'Opéra de Zurich - DVD Decca 2010.
- Béatrice Uria-Monzon, Carmen ; Roberto Alagna, Don José, Marina Poplavskaya, Micaëla ; Erwin Schrott, Escamillo - Mise en scène de Calixto Bieito - direction musicale de Marc Piollet - Liceu de Barcelone - DVD Liceu 2010.
- Deepa Johnny, Stanislas de Barbeyrac, Nicolas Courjal, Iulia Maria Dan, Faustine de Monès, Floriane Hasler, Nicolas Brooymans, Yoann Dubruque, Florent Karrer, Thomas Morris, Orchestre de l'Opéra de Rouen, Choeurs Accentus, sous la direction de Ben Glassber, Captation réalisée en septembre 2023 au Théâtre des Arts de Rouen par Camera lucida et France Télévisions. Éditions musicales Choudens, révision Palazzetto Bru Zane. DVD, 1er novembre 2024[26]

## Adaptations

### Musique
- Bizet lui-même en fit deux suites pour orchestre, tirées de son opéra.
- Fantaisie sur Carmen pour violon de Pablo de Sarasate sur l'Aragonaise, l'Habanera, un interlude, la Seguedilla et la danse des gitans de l'opéra de Bizet.
- Symphonie Carmen pour orchestre symphonique de Pierre Barbaud, créée en 1945 à la Salle Pleyel[27].
- Fantaisie brillante sur Carmen pour flûte et piano de François Borne[28].
- Spike Jones Murders Carmen and Kids the Classics de Spike Jones (1953).
- Karmen (with a happy end), album conceptuel de Goran Bregovic (2004).
- Nobel (Carmen) de la chanteuse sénégalaise Adiouza (2008)
- Carmen, film d’animation et chanson de Stromae. Sur le thème de L'amour est un oiseau rebelle, Stromae sensibilise sur l'addiction suscitée par les réseaux sociaux, notamment Twitter[29].
- Lors de la cérémonie d’ouverture des Jeux olympiques d'été de 2024, L'amour est un oiseau rebelle a été interprété par Marina Viotti[2].

### Ballets
- 1949 : Carmen, ballet de Roland Petit
- 1967 : Carmen Suite, ballet d'Alberto Alonso
- 2000 : The Car Man, ballet de Matthew Bourne
- 2007 : Carmen, ballet flamenco de Sara Baras
- 2015 : Carmen, ballet de Carlos Acosta
- 2016 : Carmen, ballet de Johan Inger
- 2022 : Car/Men, ballet de Philippe Lafeuille
- 2023 : Carmen, spectacle de François Gremaud

### Cinéma
Films adaptant l'opéra et/ou la nouvelle :

#### Années 1900
- 1909 : Carmen, film italien de Gerolamo Lo Savio

#### Années 1910
- 1915 : Carmen, film américain de Cecil B. DeMille
- 1915 : Charlot joue Carmen (Burlesque on Carmen) de Charlie Chaplin
- 1918 : Carmen, film allemand muet d'Ernst Lubitsch

#### Années 1920
- 1926 : Carmen film de Jacques Feyder avec la chanteuse Racquel Meller
- 1927 : The Loves of Carmen, film américain de Raoul Walsh

#### Années 1940
- 1945 : Carmen, film français de Christian-Jaque
- 1948 : Les Amours de Carmen, avec Rita Hayworth et Glenn Ford, film de Charles Vidor

#### Années 1950
- 1951 : Carmen revient au pays, film de Keisuke Kinoshita
- 1954 : Carmen Jones, film américain d'Otto Preminger d'après la comédie musicale de Oscar Hammerstein II

#### Années 1960
- 1960 : The Wild Wild Rose, film hongkongais réalisé par Wang Tian-lin
- 1963 : Carmen 63, film franco-italien de Carmine Gallone[30]

#### Années 1970
- 1974 : Carmeng dans Les Chinois à Paris de Jean Yanne, où l'opéra est parodié dans une imagerie communiste et maoïste[31].
- 1976 : Ma Carmen (ru) représentation filmée par Viktor Fiodorovitch Okountsov sortie sur les écrans le 5 novembre 1976 [32].

#### Années 1980
- 1983 : Carmen, film espagnol de Carlos Saura[33]
- 1983 : Prénom Carmen, film français de Jean-Luc Godard
- 1984 : Carmen, film d'opéra de Francesco Rosi avec Julia Migenes et Plácido Domingo[34]
- 1984 : La Tragédie de Carmen, trois films de Peter Brook d'après sa production théâtrale.

#### Années 1990
- 1993 : Opéra imaginaire, courts métrages ; chœur des enfants : Avec la garde montante - film de Pascal Roulin

#### Années 2000
- 2001 : Karmen Geï de Joseph Gaï Ramaka - Première adaptation africaine de Carmen. Elle fut tournée sur l'île de Gorée (Sénégal)
- 2001 : Carmen: A Hip Hopera, film américain de Robert Townsend et Michael Elliot avec Beyoncé Knowles, Mos Def, Jermaine Dupri, Lil Bow Wow...
- 2003 : Carmen, film espagnol de Vicente Aranda[35]
- 2003 : Carmen, film de Franco Zeffirelli avec Marina Domaschenko
- 2004 : Carmen de Khayelitsha (U-Carmen e-Khayelitsha), film sud-africain de Mark Dornford-May
- 2006 : Car Men, film de Boris Paval Conen et du chorégraphe Jiří Kylián
- 2006 : Carmen, avec Marina Domaschenko et Rolando Villazon, sous la baguette de Daniel Barenboim

#### Années 2020
- 2022 : Carmen, film de Benjamin Millepied (musique de Nicolas Britell, Taura Stinson et Julieta Venegas), avec Mélissa Barrera (Carmen), Paul Mescal, Rossy de Palma, Elsa Pataky, Nicole Da Silva et Tara Morice.